# کاپا کبوتر
کاپا کبوتر یک ستاره است که در صورت فلکی کبوتر قرار دارد.